# Лакен
50°52′ пн. ш. 4°21′ сх. д. / 50.867° пн. ш. 4.350° сх. д.
Лакен (фр. Laeken фр.: [lakɛn], нід. Laken Нідерландською: [ˈlaːkə(n)] ( прослухати)) — історичний район на півночі Брюсселя.

## Історія
У 1782 році в Лакені був побудований Лакенський палац, нині резиденція бельгійської королівської родини. До складу палацового комплексу входять також парк і оранжереї.
У 1854 році, після смерті дружини Луїзи Марії Орлеанської, король Леопольд I побудував тут собор-усипальницю бельгійської королівської сім'ї — Собор Пресвятої Богородиці, завершений 1872 року (архітектор Йозеф Пуларт).
У 1906 році в Лакені проходить архітектурний конкурс проектів, а в 1907 році починається будівництво нової міської ратуші.
До Всесвітньої виставки 1958 року, що проходила в Брюсселі, в Лакені побудовано символ бельгійської столиці Атоміум, парк Міні-Європа та Стадіон короля Бодуена.

## Персоналії
- Анні Корді (1928—2020) — бельгійська співачка та акторка.

## Галерея

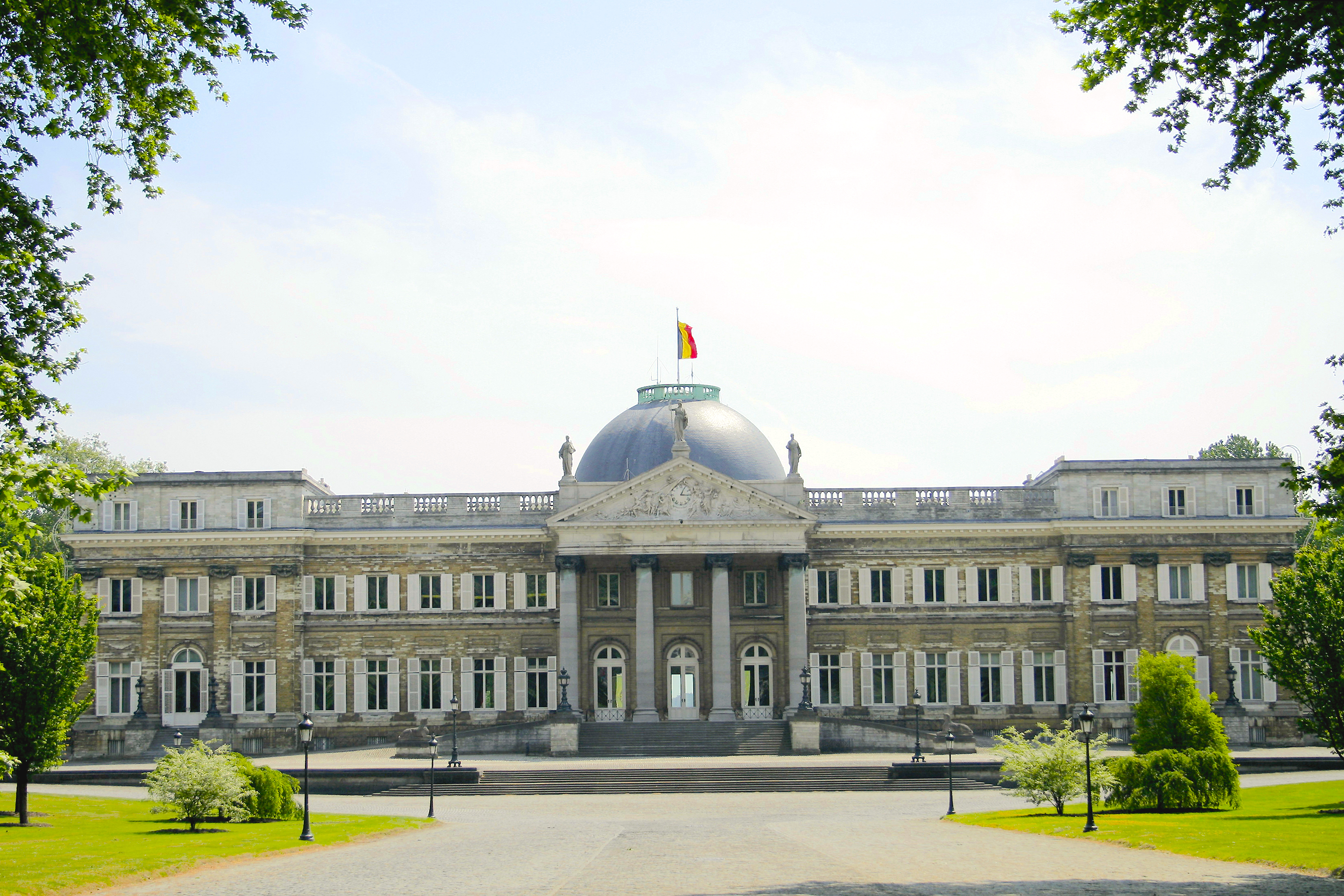
Лакенський палац
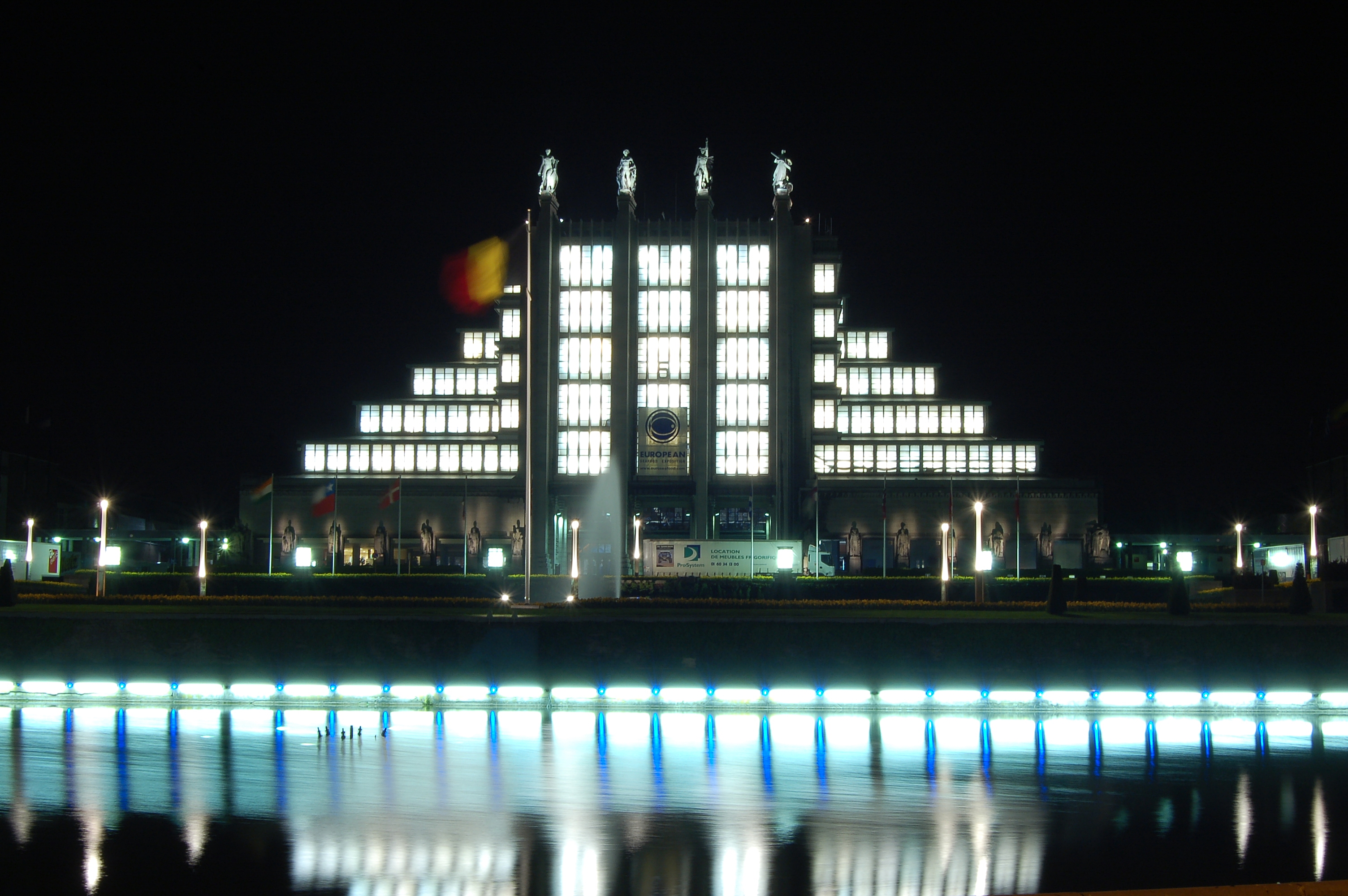
ЕКСПО-Виставковий центр Гейзел
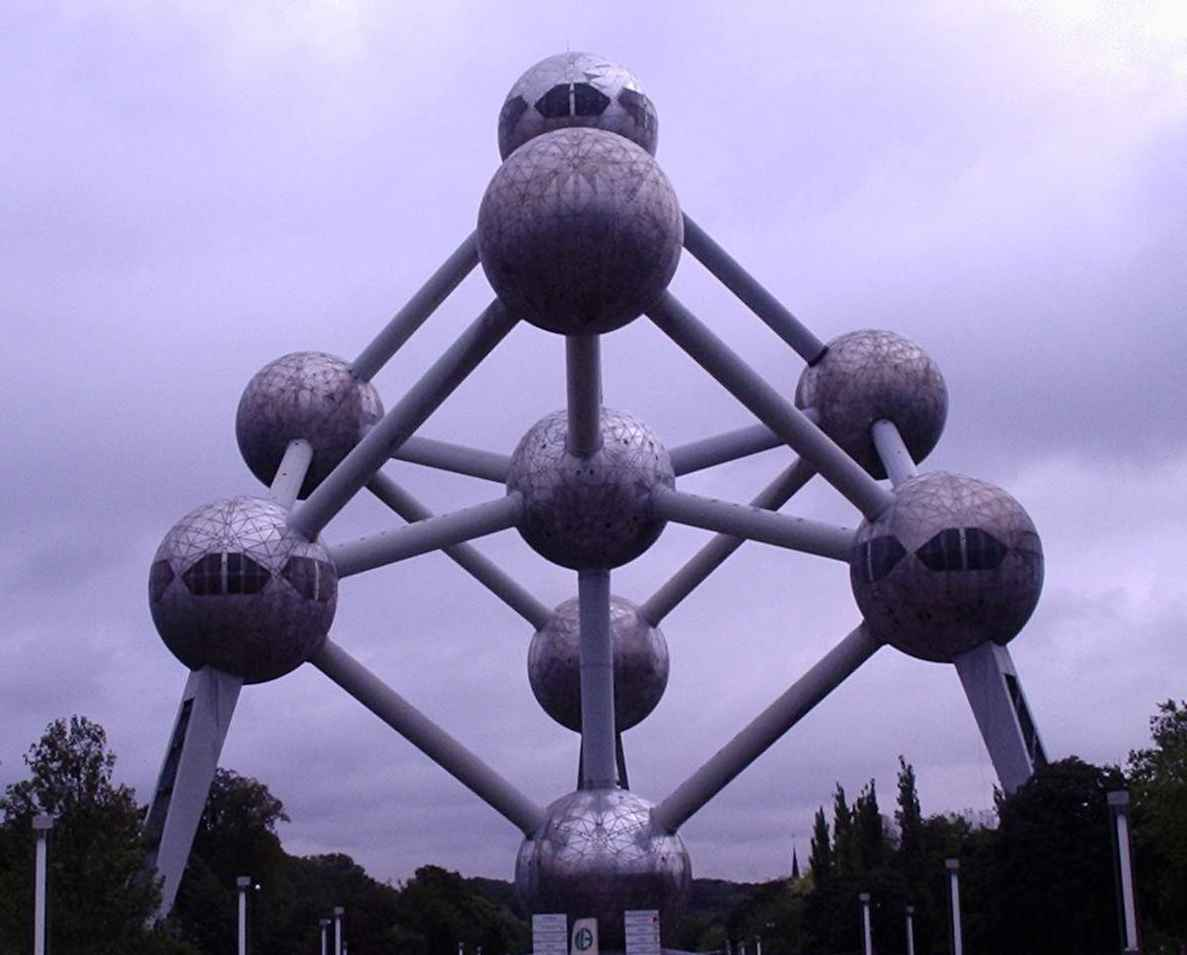
Атоміум